# Yacolt (Washington)
Yacolt je градић u američkoj saveznoj državi Washington. Prema popisu stanovništva iz 2010. u njemu je živjelo 1.566 stanovnika.